# Stazione di Acqui Terme
La stazione di Acqui Terme è la stazione ferroviaria dell'omonimo comune. Presso questo scalo la ferrovia Asti-Genova si incrocia con la Alessandria-San Giuseppe di Cairo.
Si trova in Piazza Vittorio Veneto vicino al centro storico della cittadina.

## Storia

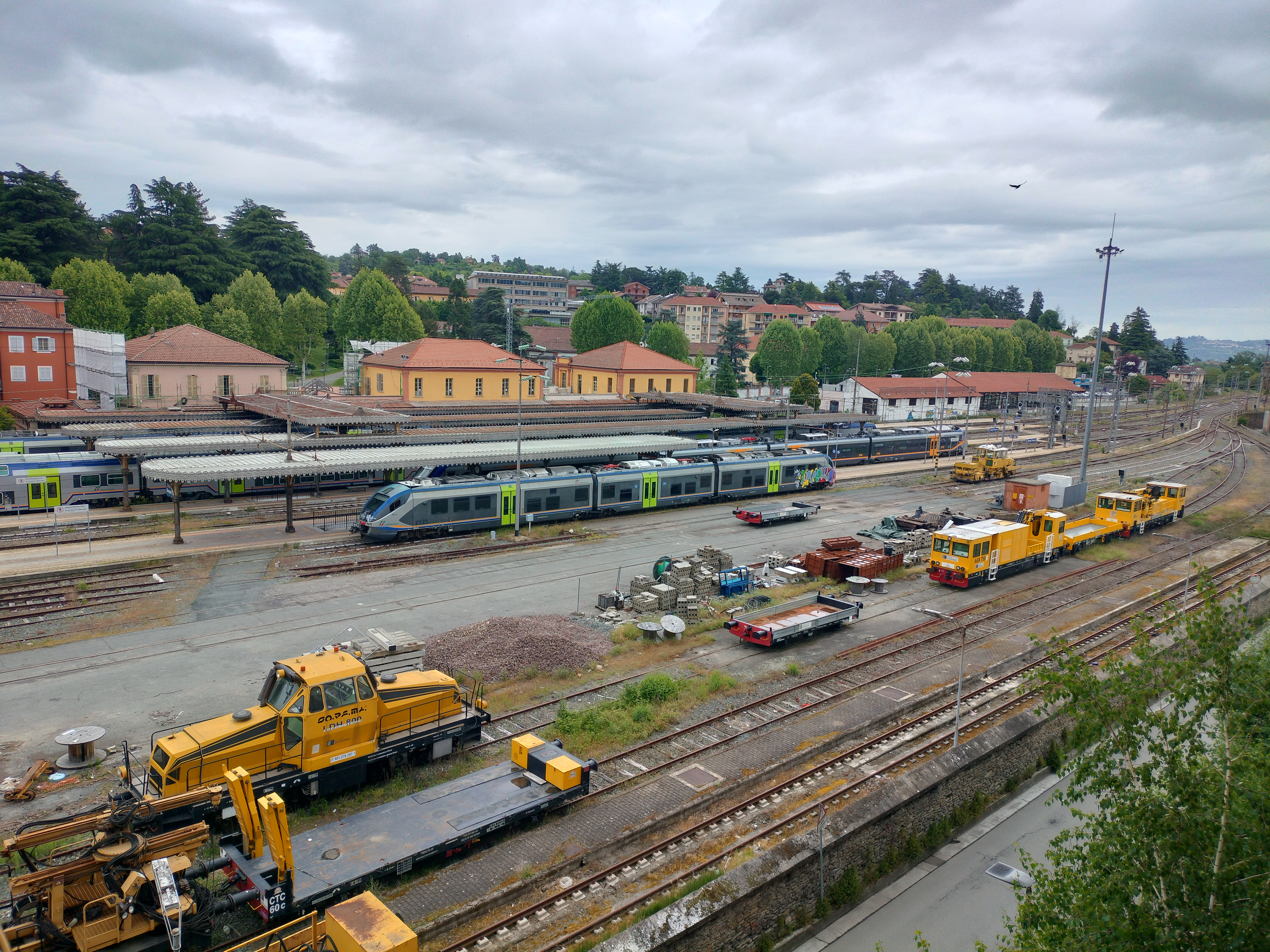
La stazione vista da Via Giovanni Marenco, in evidenza il fascio binari non elettrificato dedicato a RFI e lavori

La stazione è stata aperta il 3 gennaio 1858, quando fu inaugurato il tronco ferroviario per Alessandria. L'impianto rimase di testa fino al 1874, quando fu aperta all'esercizio la prosecuzione per San Giuseppe di Cairo.
Nel 1893 la stazione fu raggiunta dalla Asti-Ovada, primo tronco della linea per Genova.
Il 25 maggio 1976 arrivò in questa stazione l'ultimo treno a trazione trifase trainato dalla E.432.008. A pochi minuti dall'arrivo, la E.432 abbassò i pantografi e venne immessa la corrente continua nella linea aerea bifilare, ormai ex trifase. Secondo i fascicoli linea del 2003, il percorso della linea storica Asti-Genova è oggi suddiviso in due linee, la Asti–Acqui Terme e la Acqui Terme–Ovada-Genova.

## Strutture e impianti

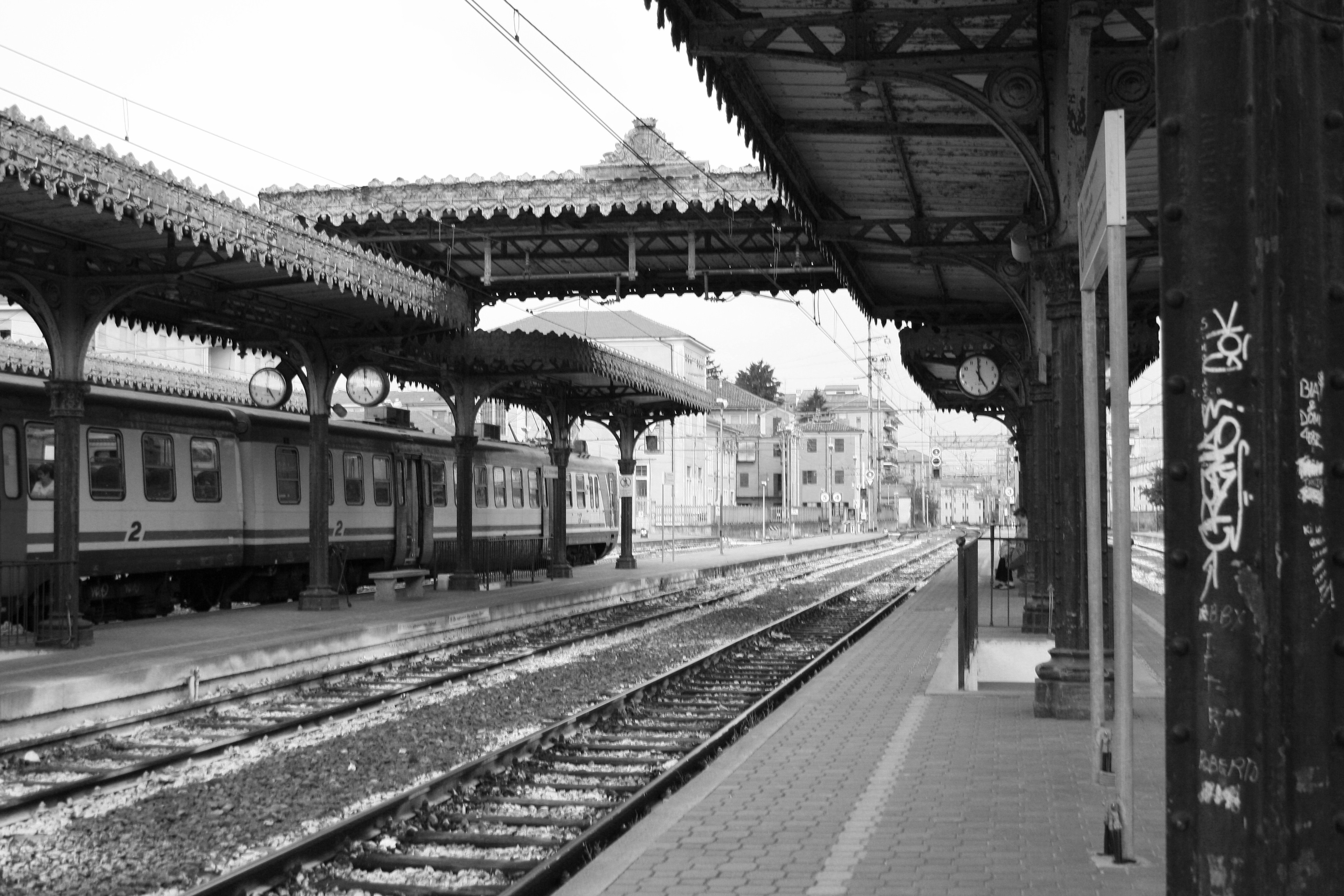
Interno della stazione di Acqui Terme, evidenti le storiche pensiline metalliche che risalgono agli anni del trifase

L'impianto è gestito da Rete Ferroviaria Italiana (RFI); l'orientamento del parco binari è in direzione Est-Ovest: da Est entrano i due binari singoli delle linee per Alessandria (da Nord-Est) e per Ovada-Genova (da Sud-Est), mentre verso Ovest escono paralleli, per separarsi diverse centinaia di metri più avanti, i due binari destinati ad Asti (lato Nord) e S.Giuseppe di Cairo-Savona (lato Sud).
I binari destinati al traffico viaggiatori sono in tutto otto: sei passanti, numerati da 1 a 6, un tronchino numerato 1 Tronco
Al di là del fascio viaggiatori, si trova un modesto fascio binari ad esso parallelo, utilizzato per stazionamenti e manovre.
La stazione è dotata di sottopassaggio pedonale, relativamente recente.
Sono rimaste in opera le pensiline metalliche di fattura ottocentesca a coprire le banchine dei primi 7 binari.
Il capolinea delle autolinee e dei servizi sostitutivi effettuati via autobus è ubicato presso il Movicentro, localizzato in posizione attigua al fabbricato viaggiatori e dotato di parcheggio.

## Servizi

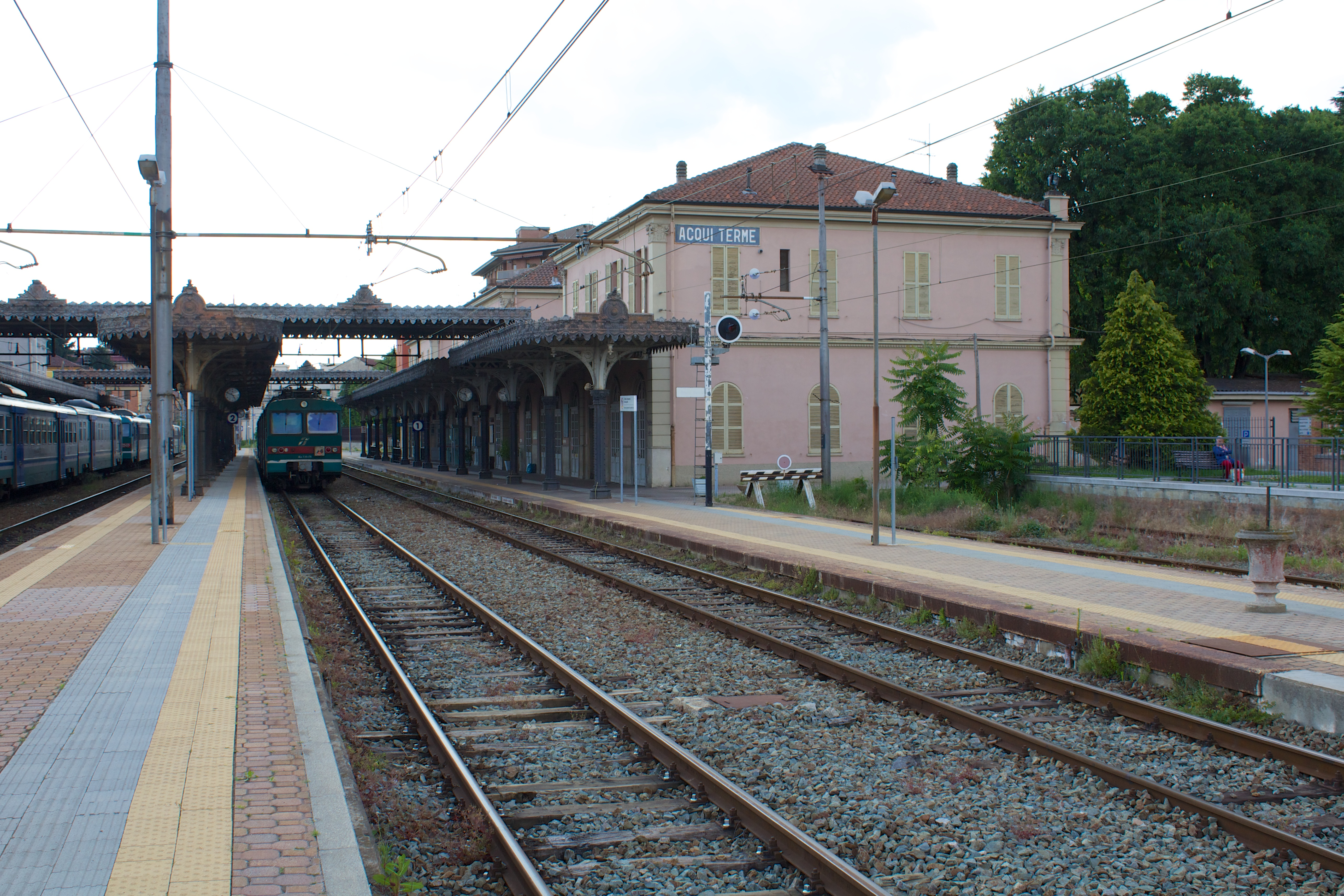
Piazzale binari della stazione

La stazione, che RFI classifica nella categoria silver, dispone di:
- Biglietteria a sportello
- Biglietteria automatica
- Sala d'attesa
- Bar
- Servizi igienici

## Interscambi
Nel piazzale antistante la stazione vi sono fermate e capolinea di autobus urbani ed extraurbani Bus Company, SAAMO e Gelosobus ed è presente il movicentro.
- Fermata autobus